# 75 mm-kanon model 1897

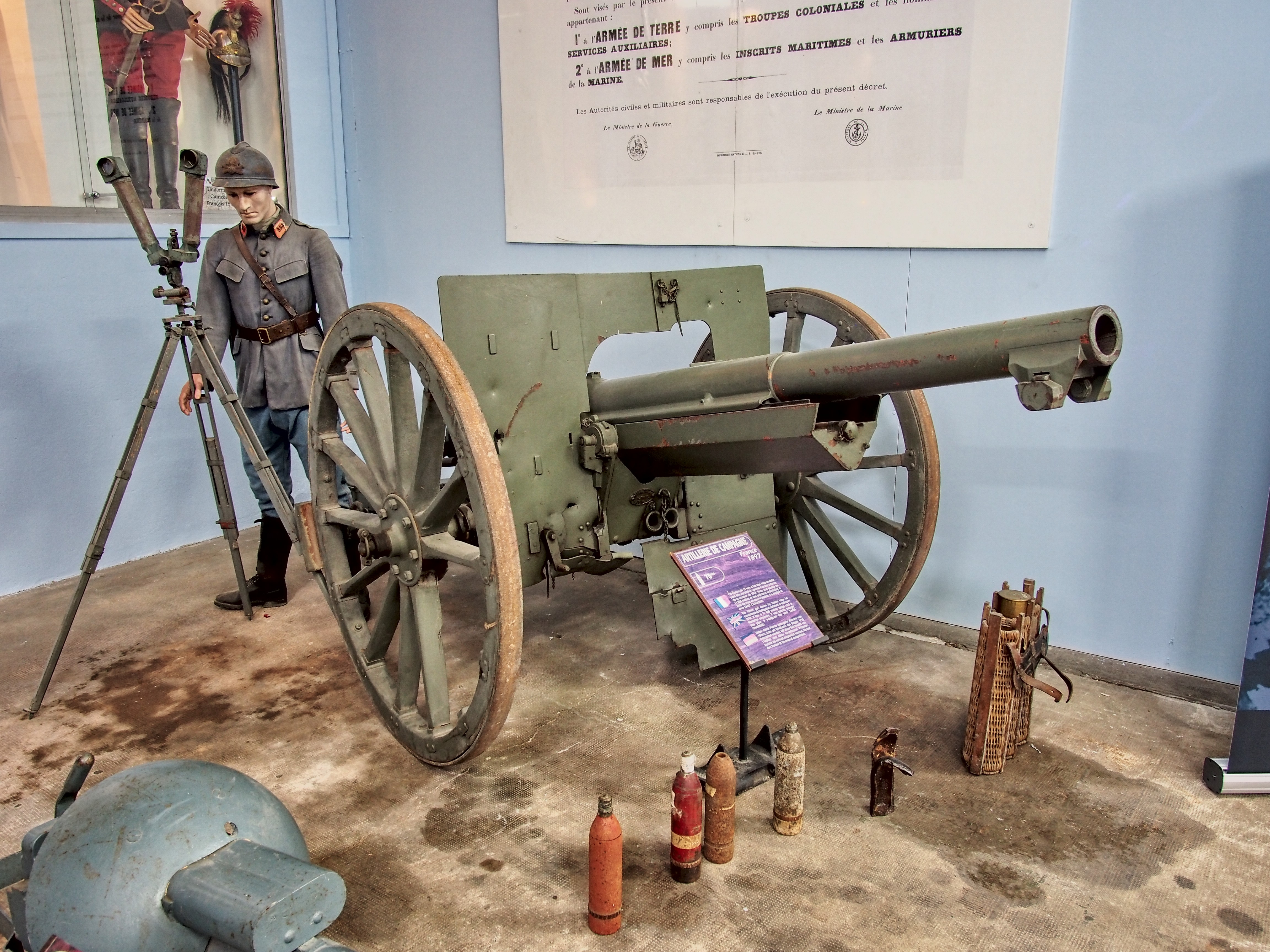
75 mm-kanon model 1897 in het Musée des Blindés

Het 75 mm-kanon model 1897 was een Frans artilleriestuk gebruikt tijdens de Eerste Wereldoorlog en het begin van de Tweede Wereldoorlog.
Het kanon had een revolutionair pneumatisch terugslagsysteem. Hierdoor kon het herhaald worden afgevuurd zonder opnieuw te moeten richten. Hierdoor en door het ontwerp van het laadsysteem was een hoog vuurtempo mogelijk. Verder had het kanon een relatief groot bereik, tot 6.900 à 7700 meter. De soixante-quinze, zoals het kanon door de Franse troepen werd genoemd, werd in gebruik genomen door het Franse leger in 1898. In totaal werden 21.500 stuks van dit kanon geproduceerd, waarvan 17.500 tijdens de Eerste Wereldoorlog. Het vormde de ruggengraat van de Franse artillerie tijdens de Eerste Wereldoorlog. Eind maart 1916 waren er meer dan 1000 kanonnen van dit type in gebruik tijdens de Slag om Verdun.
De vuurmond is 2,72 meter lang. Het kanon werd gebruikt als mobiel geschut, in kazematten van forten en ook in vroege tanks als de St Chamond. Het mobiel geschat werd bediend door zes artilleristen. Door zijn revolutionair terugslagsysteem was het 75 mm-kanon het eerste artilleriestuk dat in snel tempo kon afgevuurd worden, tot 20 schoten per minuut. De praktische vuursnelheid bedroeg 15 schoten per minuut. Het praktisch bereik was 3000 tot 5000 meter.
Tegen het begin van de Eerste Wereldoorlog hadden de Engelse en Duitse legers hun achterstand weggewerkt. Met de Britse 18 pounder Q.F. gun en de Duitse 7,7 cm FK 96 beschikten zij over gelijkaardige kanonnen. Toch was het Franse 75 mm-kanon in de meeste opzichten superieur aan het Duitse 7,7 cm-kanon. Het was vooral nuttig in de mobiele oorlogsvoering tegen vijandige troepen. Het kanon was daarom belangrijk in de eerste veldslagen van de Eerste Wereldoorlog in 1914. Ook op het einde van de oorlog, toen het front opnieuw in beweging kwam, bewees het 75 mm-kanon zijn waarde. Als wapen tegen vijandige fortificaties schoot het tekort door zijn kleinere kaliber. In statische oorlogsvoering was het bovendien kwetsbaar voor vijandig geschut met een groter bereik.